# پیتر برودبنت
پیتر برودبنت (به انگلیسی: Peter Broadbent) بازیکن فوتبال زادهٔ ۱۵ مه ۱۹۳۳ اهل انگلستان بود که سابقهٔ بازی در تیم ملی فوتبال انگلستان را در کارنامهٔ خود دارد. وی در تاریخ ۱۷ ژوئن ۱۹۵۸ نخستین بازی ملی خود را در مقابل تیم ملی فوتبال اتحاد جماهیر شوروی سوسیالیستی انجام داد و با حضور در ۷ بازی ملی، در تاریخ ۱۹ آوریل ۱۹۶۰ واپسین بازی ملی‌اش را در برابر تیم ملی فوتبال اسکاتلند برگزار کرد.
این بازیکن توانسته در بازی‌های ملی، ۲ گل به ثمر برساند.